# Ultraspiracle
Ultraspiracle (Usp) est une protéine de la superfamille des récepteurs nucléaires, partenaire moléculaire indispensable du récepteur de l'ecdysone.

## Mécanisme d'action
Usp agit en réalité sous la forme d'un hétérodimère avec EcR formant ensemble respectivement l'équivalent du complexe RXR-RAR chez les vertébrés.